# Sergio Santos (football)
Pour les articles homonymes, voir Sergio Santos et Santos (homonymie).
Sergio Santos, de son nom complet Sergio Henrique Santos Gomes,  né le 4 septembre 1994 à Belo Horizonte, est un footballeur brésilien. Il joue au poste d'attaquant au FC Cincinnati en MLS.

## Biographie
Le 8 juillet 2022, Santos est transféré du Union de Philadelphie au FC Cincinnati pour un montant pouvant atteindre 925 000 dollars.

## Palmarès
FC Cincinnati
- Vainqueur du Supporters' Shield en 2023.